# برایان سیمز
برایان سیمز (انگلیسی: Brian Sims؛ زادهٔ ۱۶ سپتامبر ۱۹۷۸) سیاست‌مدار اهل ایالات متحده آمریکا است.